# Realschule am Eichholz

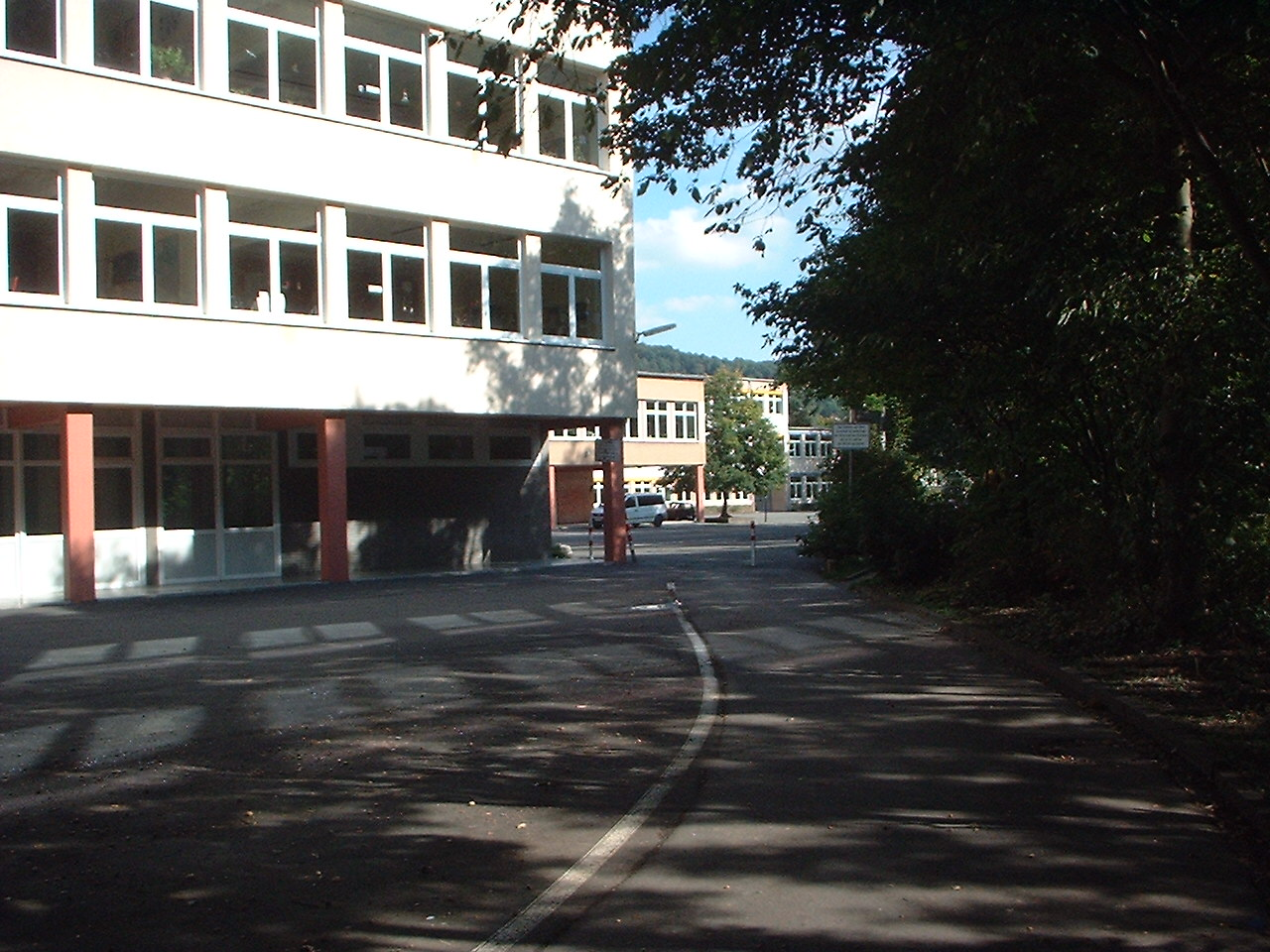
Blick auf den Schulhof

Die Realschule am Eichholz war eine Realschule in Arnsberg. Namensgeber ist das benachbarte Waldgebiet Eichholz. Sie bestand seit 1962 und wurde am 1. August 1972 in „Realschule I“ und „Realschule II“ aufgesplittet, da die Schülerzahl enorm gewachsen war. Am 1. August 1989 wurden die Schulen wieder zusammengefügt. Ein Grund war der Neuzuschnitt der Realschulbezirke. Da die Schüler aus Müschede und Bruchhausen nun zur Realschule nach Hüsten kamen, sanken in Arnsberg die Schülerzahlen. Am 25. Januar 1991 erhielt die Schule ihren heutigen Namen offiziell.
Die Schule wurde mit den Sommerferien 2018 geschlossen. Am 27. Juni 2018 wurde das letzte Mal unterrichtet. Die letzte Zeugnisübergabe war am 6. Juli 2018.
Die Schüler der Schule waren in einer Schülervertretung organisiert, die ehemaligen Schüler, die Lehrer und die Eltern in einem Förderverein.
An der Schule wurden diverse Projekte angeboten sowie unter anderem eine sogenannte „Mädchenförderung“ gegen sexuellen Missbrauch usw. und auch eine „Sporthelferausbildung“.
Die Schule hatte einen festen Plan für die Klassenfahrten, der außer bis zu 3 eintägigen Wandertagen pro Schuljahr und Klasse in der gesamten Schulzeit 3 Klassenfahrten vorsah. Schüler der Realschule besuchten im Rahmen der Städtepartnerschaft Arnsbergs mit Olesno regelmäßig die Partnerstadt in Polen.

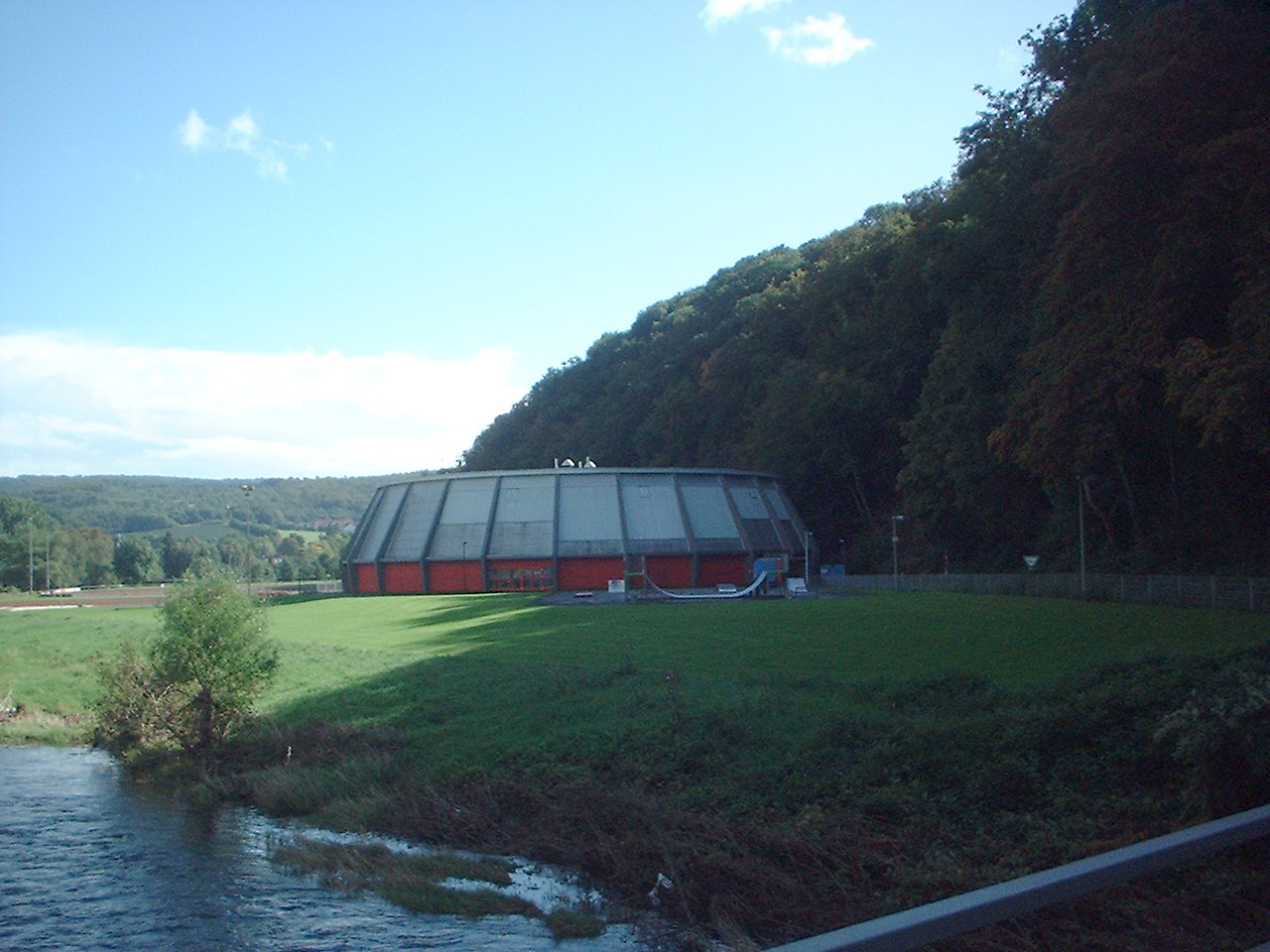
Die Rundturnhalle

Sport wurde in der auf der anderen Ruhrseite liegenden Rundturnhalle unterrichtet, schwimmen seit einigen Jahren nicht mehr in der angrenzenden Schwimmhalle, die mittlerweile stillgelegt wurde, sondern zuletzt im Arnsberger Schwimmbad „Nass“, das mit Bussen erreicht wurde.
In die überregionalen Schlagzeilen geriet die Schule im Jahr 2006, als einige Schüler bei Gewalttätigkeiten gegen Mitschüler die Tat mit einem Mobiltelefon filmten. Als dies bekannt wurde, wurde der Gebrauch von Handys auf dem Schulgelände verboten. Diesem Verbot folgten andere Schulen wie zum Beispiel das Gymnasium Laurentianum Arnsberg. Gegen das von Einzelnen hervorgerufene negative Bild organisierten die Schüler einen Aktionstag gegen Gewalt. Die Schule nahm einige Jahre am Projekt des Landes Nordrhein-Westfalen Selbstständige Schule teil. Als eine der ersten Schulen in Arnsberg wurde die Realschule von Experten der Bezirksregierungen Detmold und Arnsberg im Jahr 2007 mit einem guten Ergebnis einer Qualitätsanalyse unterzogen.
In den Gebäuden der Realschule am Féauxweg befindet sich seit 2015 die Sekundarschule am Eichholz. In ihren letzten Jahren war die Realschule in die Räumlichkeiten der Theodor-Heuss-Hauptschule an der Sauerstraße umgezogen, welche ihrerseits in den Ortsteil Hüsten verlegt worden war.